# Rio Bejanu
O Rio Bejanu é um rio da Romênia afluente do Rio Timişana, localizado no distrito de Timiş.